# تاریخ تمدن (کتاب مجیر شیبانی)
تاریخ تمدن کتابی از نظام‌الدین مجیر شیبانی است که در سال ۱۳۳۷ منتشر و برندهٔ جایزه کتاب سال سلطنتی شد.